# Énergie de récupération
L'énergie de récupération ou énergie fatale est la quantité d'énergie inéluctablement présente ou piégée dans certains processus ou produits, qui peut parfois être partiellement récupérée ou valorisée. Cette énergie peut prendre différentes formes (chaleur, froid, gaz, électricité) et est émise par des procédés industriels, des entreprises de service public ou des déchets notamment.
Ce terme désigne aussi l’énergie qui serait perdue si on ne l'utilisait pas au moment où elle est disponible. C'est le cas, par exemple, de l’électricité issue des éoliennes, des panneaux solaires ou des centrales hydrauliques au fil de l'eau.

## Matière ou processus
L'énergie fatale peut être contenue dans des matières ou des processus.

### Dans la matière
Par exemple, vers 2005, la France produisait plus de 25 millions de tonnes par an de déchets ménagers dont une partie n'était ni recyclée ni incinérée. Sans récupération, cette énergie est perdue dans l'environnement (dans les décharges) ou rejetée dans l'air.
L'incinération ou la méthanisation de déchets permet de récupérer une partie de cette énergie fatale, (récupération de chaleur, de méthane, d'hydrogène ou d'électricité, etc.). Les rendements peuvent être améliorés avec la cogénération ou la trigénération, permettant de produire de la chaleur, du mouvement et de l'électricité. La vapeur peut alimenter des serres, des usines ou un réseau urbain de chauffage. La méthanisation des déchets organiques peut produire de substantielles quantités de méthane.
Les techniques de réutilisation ou de recyclage, plus en amont sont d'autres moyens, souvent encore plus performants pour récupérer ou utiliser plus longtemps l'énergie fatale d'objets en fin de vie.

### Dans les processus
Le fait de produire de l’électricité, de chauffer des aliments, une maison, l'eau sanitaire, entre autres, disperse des calories dont la plus grande partie sera perdue sans être utile. Ce type de gaspillage peut être réduit.
Ainsi au Québec, le Fonds d’efficacité énergétique subventionne-t-il l'achat de récupérateurs de la chaleur des eaux de douche pour en faire diminuer le coût de chauffage (aide financière de 400 $ à l’achat). Les chaudières à condensation récupèrent les calories habituellement perdues dans les gaz émis par un échangeur. Des échangeurs thermiques permettent aux maisons passives labellisées Minergie de récupérer les calories de l'air vicié sortant pour réchauffer l'air propre entrant, en permettant de très importantes économies.
Le freinage d'une voiture, locomotive, navire et de tout véhicule en mouvement, consomme de l'énergie, qui peut parfois être emmagasinée et réutilisée (dans les véhicules hybrides et électriques, lors du freinage des TGV, par exemple sur les TGV Est).

## Chaleur fatale
Par « chaleur fatale », on entend une production de chaleur dérivée d’un site de production, qui n’en constitue pas l’objet premier et qui, de ce fait, n’est pas nécessairement récupérée. En dehors des usines d'incinération des ordures ménagères (UIOM), dans l'industrie également, on trouve énormément de chaleur fatale. Les secteurs de la sidérurgie, de la chimie, du ciment, de l'agro-alimentaire, des fermes de serveurs-informatiques ou encore du verre, produisent ainsi une grosse quantité de chaleur qui est souvent perdue dans l’atmosphère. En Europe afin d'endiguer ce gaspillage, la directive européenne 2012/27/UE relative à l’efficacité énergétique rend obligatoire une analyse coûts-avantages pour la valorisation de la chaleur fatale à travers un projet de réseau de chaleur.
En France, le gisement de chaleur fatale industrielle est estimé par l'Ademe en 2017 à 109,5 TWh, soit 36 % de la consommation de combustible. Les unités d'incinération d'ordures ménagères (UIOM), les stations de transfert d’énergie par pompage (STEP) et les centres de données ont un gisement de chaleur fatale estimé à 8,4 TWh.